# Omar Jatta
Omar Jatta (* 1. Januar 1989 in Brikama) ist ein gambischer Fußballspieler.

## Karriere
In seinem Heimatland Gambia spielte Jatta für den Hawks Banjul Football Club. Als Asylant kam er 2008 nach Deutschland und wurde in Ravensburg einquartiert. Die folgenden Jahre spielte Jatta in der Verbandsliga Württemberg für den FV Ravensburg. 
In seiner dritten Saison in Ravensburg wurde er mit 32 Toren Torschützenkönig in der Verbandsliga und somit wurden mehrere Vereine auf Jattas Talent aufmerksam, unter anderem die Stuttgarter Kickers.
Jedoch hatte dieser Transfer einige bürokratische Hindernisse, da Jatta Asylbewerber war, durfte er den Landkreis Ravensburg nur mit Ausnahmegenehmigung zu den Testspielen verlassen. Einen Tag vor Saisonbeginn bekam Jatta die Erlaubnis in Zukunft für die Kickers spielen zu dürfen und unterschrieb einen Vertrag bis Sommer 2013. Der Grund für die lange Wartezeit lag darin, dass der Fußballverband es vermeiden möchte, dass Fußballvereine in unterentwickelten Ländern Spieler kaufen und über das Asylverfahren nach Deutschland bringen. Jedoch wurde Jattas Fußballtalent erst beim FV Ravensburg entdeckt, sodass die Behörden grünes Licht gaben.
Am 21. Juli 2012 gab er sein Profidebüt bei der 1:2-Niederlage gegen den FC Hansa Rostock, als er in der 87. Minute eingewechselt wurde. Im Juni 2013 verlängerte Jatta seinen auslaufenden Vertrag in Stuttgart um ein weiteres Jahr. Dieser wurde aber schon am 31. Januar 2014 wieder aufgelöst und Jatta wechselte nach Bayern zur SpVgg Unterhaching, kam dort jedoch nur in der zweiten Mannschaft des Vereins zum Einsatz. Zur Saison 2014/15 wechselt er wieder in den Amateurbereich zum FV Ravensburg. Nach Stationen beim FC 08 Villingen und SC Pfullendorf war er von Herbst 2017 bis Sommer 2019 erneut beim FV Ravensburg aktiv, diesmal in der zweiten Mannschaft. Von 2019 bis 2023 spielte er beim SV Oberzell.